# Штејнегеров кљунасти кит
Штејнегеров кљунасти кит или сабљозуби кит (лат. Mesoplodon stejnegeri, енгл. Stejneger's beaked whale, saber-toothed whale) је сисар из инфрареда китова и породице Ziphiidae. 

## Распрострањење
Врста је присутна у Јапану, Канади, Русији и Сједињеним Америчким Државама.
ФАО рибарска подручја (енгл. FAO marine fishing areas) на којима је ова врста присутна су у северозападном Пацифику, североисточном Пацифику и источном централном Пацифику.

## Станиште
Станиште врсте су субарктичка морска подручја.

## Угроженост
Подаци о распрострањености ове врсте су недовољни.

### Популациони тренд
Популациони тренд је за ову врсту непознат.